# Rory Culkin
Pour les articles homonymes, voir Culkin.
Rory Culkin est un acteur américain né le 21 juillet 1989 à New York (États-Unis).

## Biographie
Rory Hugh Culkin, dont le deuxième prénom vient de son grand-père maternel, Hubert, est le plus jeune des sept enfants de Christopher Cornelius « Kit » Culkin d'origine irlandaise et anglaise et de Patricia Brentrup, d'origine allemande et norvégienne. Il a deux frères acteurs Macaulay Culkin, mondialement connu pour son rôle de Kevin McCallister dans Maman, j'ai raté l'avion !, sorti en 1990 et Kieran Culkin. Il a également d'autres frères et sœurs : Shane, né en 1976, Dakota (1979-2008), Quinn, née en 1984 et Christian, né en 1987. Rory avait également une demi-sœur, Jennifer Adamson (1970-2000), née d'une mère différente et est le neveu de l'actrice Bonnie Bedelia. Il a 6 ans quand ses parents se séparent et que lui et ses frères s'en vont vivre avec leur mère.
Rory débute très tôt dans le cinéma dans l'ombre de ses frères aînés en incarnant notamment la doublure de Macaulay Culkin dans Le Bon Fils et Richie Rich sorti en 1994. Il doit son véritable premier rôle à Kenneth Lonergan qui le choisit à onze ans pour jouer le fils de Laura Linney dans Tu peux compter sur moi, sorti en 2000.

### Vie privée
Rory Culkin est en couple avec Kate Arizmendi depuis novembre 2023.

## Filmographie

### Cinéma
- 1994 : Richie Rich : Richie jeune
- 2000 : Tu peux compter sur moi (You Can Count on Me) : Rudy Prescott
- 2002 : Igby (Igby Goes Down) : 10-Year-Old Igby
- 2002 : Signes (Signs) : Morgan Hess
- 2003 : Une si belle famille (It Runs in the Family) : Eli Gromberg (avec Michael, Kirk, Diana et Cameron Douglas)
- 2004 : Mean Creek : Sam Merric
- 2005 : Génération Rx (The Chumscrubber) : Charlie Stiffle
- 2005 : Down in the Valley : Lonnie
- 2005 : The Zodiac : Johnny Parish
- 2006 : The Night Listener : Pete D. Logand
- 2010 : Twelve de Joel Schumacher : Chris
- 2011 : Scream 4 : Charlie Walker
- 2012 : Hick : Clement
- 2012 : Electrick Children : Clyde
- 2014 : Gabriel (it) : Gabriel
- 2017 : Bullet Head de Paul Solet : Gage
- 2017 : Columbus de Kogonada
- 2018 : Lords of Chaos de Jonas Åkerlund : Øystein Aarseth (Euronymous)

### Série télévisée
- 2001 : Noël en été (en) (Off Season) (TV) : Jackson Mayhew
- 2002 : La Treizième Dimension (The Twilight zone) : Craig Hansen (épisode 10 : Azoth le vengeur)
- 2003 : New York, unité spéciale : Joe Blaine (saison 5, épisode 2)
- 2018 : Waco : David Thibodeau
- 2019 : City on a Hill (série TV)
- 2020 : The Expecting (série) : Tyler
- 2021 : Halston : Joel Schumacher
- 2022 : Sur ordre de dieu : Samuel Lafferty
- 2023 : Swarm : Marcus[7]
- 2023 : Black Mirror : un hippie

## Distinctions

### Récompenses
- 2001 : Young Artist Awards du meilleur jeune acteur dans un second rôle dans un drame pour Tu peux compter sur moi (You Can Count on Me) (2000).
- Film Independent Spirit Awards 2005 : Lauréat du Prix Spécial de la meilleure distinction dans un drame pour Mean Creek (2004) partagé avec Ryan Kelley, Scott Mechlowicz, Trevor Morgan, Josh Peck et Carly Schroeder.

### Nominations
- 2001 : Film Independent Spirit Awards du meilleur espoir masculin dans un drame pour Tu peux compter sur moi (You Can Count on Me) (2000).
- 2003 : Young Artist Awards de la meilleure performance pour un jeune acteur dans un second rôle dans un drame de science-fiction pour Signes (Signs) (2002.
- 2005 : Young Artist Awards de la meilleure performance pour un jeune acteur dans un drame pour Mean Creek (2004).
- 2007 : Young Artist Awards de la meilleure performance pour un jeune acteur dans un second rôle dans un drame pour The Night Listener (2007).
- 25e cérémonie des Gotham Independent Film Awards 2015 : Meilleur espoir masculin dans un thriller dramatique pour Gabriel (it) (2014).